# 氣管切開術
氣管切開術（tracheotomy）又称气管造口术（tracheostomy），簡稱「氣切」，它是將氣管軟骨之間做橫向切開以建立人工呼吸道的一種手術。產生的氣孔可以單獨用作氣道，也可以作為氣切套管的插入部位； 該管使人無需鼻子或嘴就可以呼吸。氣切屬於一種支持性治療，簡言之它和治病本身的治療前景無絕對關係，不會改善病情也不致使病情惡化，它扮演的角色只限於為病患與醫師爭取治療傷病的時間，使治療的過程不致於因呼吸衰竭而影響病情。

## 氣管切開術的適應症
病人意識不清、無法正常咳痰、任何原因造成的上呼吸道阻塞（例如：頭頸部腫瘤，或是臉部燒傷導致聲門水腫）或是使用非侵襲性治療失敗的阻塞型呼吸中止症。

## 氣管切開術的術式
在術後晚期(超過兩周) 併發症方面包括出血，傷口感染、氣管食道瘻管、皮下與氣管形成瘻管等均未發生，顯示由有經驗的內科重症加護醫師或胸腔暨重症醫師執行的經皮氣切術確實為安全方便及值得推廣在內科加護病房的術式。

## 氣管切開術的併發症

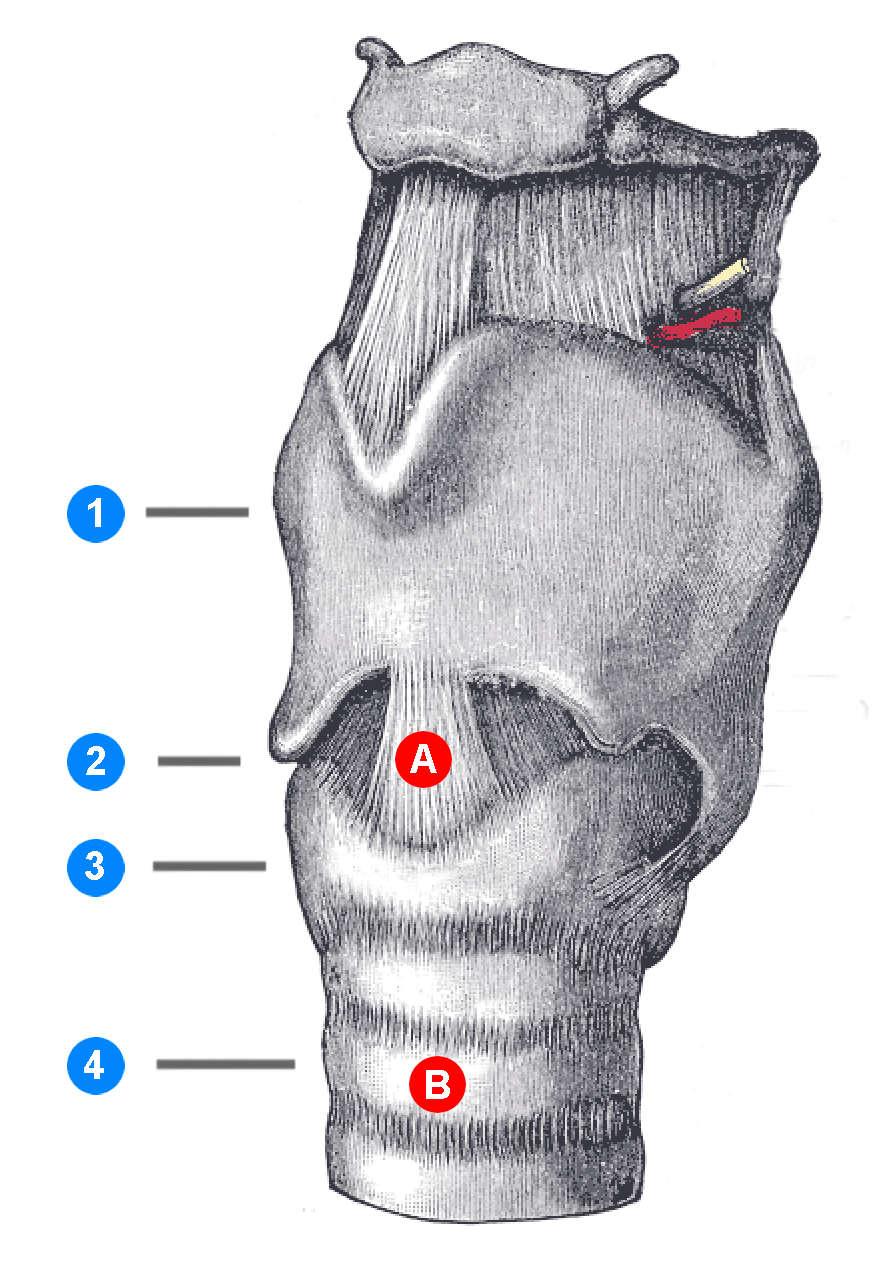
喉部結構圖(1) 甲狀軟骨 (2) 環甲韌帶 (3) 環甲軟骨 (4) 氣管

### 慢性咳嗽
不論是正常人或病人每天在呼吸道都會產生分泌物，經過呼吸道上皮細胞纖毛運動會將這些分泌物向氣管及聲帶的方向運送，最後會由喉嚨咳出或是經由食道吞入胃內，這是痰液形成的原因。病人可能因為肺部感染或咳嗽能力變差而使痰液的量增加，病人做了氣切之後痰液會經由氣切管路咳出而無法再經由食道吞入胃內，因此會覺得病人的痰量增加。如果使用止咳藥讓病人的咳嗽能力變得更差可能會使病人的痰液更無法咳出，最後堆積在支氣管及小支氣管,有可能會造成新一波的感染。因此這樣的病人多半不會例行性使用止咳藥。另一個導致氣切的病人不斷咳嗽的可能原因是氣切管路的尖端因為位置不適當而一再刺激病人的氣管而造成咳嗽，這可以由胸部Ｘ光檢查或支氣管鏡檢查來診斷。氣切的病人應該要使用加溫潮濕器(Humidification)，因為病人靠氣切管路呼吸，無法透過鼻腔調節吸入空氣的溫度及濕度，常常會因為吸入的空氣太乾燥而使呼吸道內的分泌物乾掉，嚴重時會造成管路的阻塞而呼吸困難。改善的方式有兩種：一是在氣切管上加裝人工鼻，一是使用加溫潮濕器。使用人工鼻的壞處是當病人要咳痰時要將人工鼻取下，病人若神志不清時可能會造成管路的阻塞而呼吸困難。使用加溫潮濕器的壞處是當溫度與溼度控制不當時，病人會覺得呼吸道受到刺激而咳嗽不止，增加病人的不適。

### 氣管狹窄
病人以前曾經做過氣切，有可能造成氣管狹窄，但是病人在術前若沒有呼吸道症狀，表示病人已經可以適應這樣的生理情況，不一定會再進行進一步的檢查。若病人有呼吸道症狀，一般在開刀前可以安排肺功能檢查以釐清呼吸道症狀的原因。一般因為手術痲醉插管後立即拔管的病人並不會造成氣管狹窄或聲帶水腫，在手術結束後病人出現呼吸困難又無法插管的情況下，進行緊急氣切手術是唯一可以確實保護病人呼吸道的處置。

### 立即併發症
出血、氣胸、誤置氣管套管、返喉神經受傷。

### 中期併發症
氣管炎及氣管支氣管炎、氣管糜爛及出血、高二氧化碳血症、肺膨脹不全、氣切管移位，氣切管阻塞、皮下氣腫。

### 延遲併發症
氣管狹窄、氣管食道瘻管、氣管軟化症、氣管肉芽組織、吞嚥困難、氣管皮膚瘻管等。